# Polystachya batkoi
Polystachya batkoi är en orkidéart som beskrevs av Dariusz Lucjan Szlachetko och Tomasz Sebastian Olszewski. Polystachya batkoi ingår i släktet Polystachya och familjen orkidéer. Inga underarter finns listade i Catalogue of Life.